# Mesochorus bavaricus
Mesochorus bavaricus är en stekelart som beskrevs av Schwenke 1999. Mesochorus bavaricus ingår i släktet Mesochorus och familjen brokparasitsteklar. Inga underarter finns listade i Catalogue of Life.